# Чжао Фу
Чжао Фу (кит. 赵复), также известный как Чжао Жэньфу, имел прозвище «господин из Цзяньханя». Мыслитель-неоконфуцианец.
Точные годы жизни неизвестны, период творческой и педагогической деятельности — 1230—1260 годы. Выходец из Дэаня (современный Аньлу провинции Хубэй). Был взят в плен монголами, осуществлявшими завоевание Китая. Яо Куан (китайский сановник, перешедший на сторону монголов) назначил его на службу.
Чжао Фу учредил в Яньцзине (современный Пекин) Академию Тайцзи и преподавал в ней. Он имел более ста учеников, среди которых были известные впоследствии учёные — Сюй Хэн, Лю Инь и другие. Комментировал и пропагандировал труды основоположников «школы принципа» — Чэн Хао, Чэн И, Чжу Си.
Сведения о жизни и творчестве Чжао Фу вошли в «Юань-ши» (хронику династии Юань) и в сборник «Сун Юань сюэ ань» («Учения эпох Сун и Юань»), созданном Хуан Цзунси и его учениками.